# Talal Mansour
Pour les articles homonymes, voir Mansour.
Talal Mansour (né le 8 mai 1964 à Doha) est un athlète qatarien spécialiste du sprint.

## Carrière
Talal Mansour est l’actuel détenteur du record d’Asie du 60 mètres en salle, avec un temps de 6 s 51, réalisé en 1993.

### Palmarès
| Année | Compétition                    | Lieu         | Résultat | Épreuve   | Performance |
| ----- | ------------------------------ | ------------ | -------- | --------- | ----------- |
| 1986  | Jeux asiatiques                | Séoul        | 1er      | 100 m     | 10 s 30     |
| 1987  | Championnats d’Asie            | Singapour    | 1er      | 100 m     | 10 s 41     |
| 1987  | Championnats d’Asie            | Singapour    | 1er      | 200 m     | 20 s 71     |
| 1990  | Jeux asiatiques                | Pékin        | 1er      | 100 m     | 10 s 30     |
| 1991  | Championnats d’Asie            | Kuala Lumpur | 1er      | 100 m     | 10 s 29     |
| 1992  | Jeux panarabes                 | Lattaquié    | 1er      | 100 m     | 10 s 53     |
| 1992  | Jeux panarabes                 | Lattaquié    | 1er      | 200 m     | 20 s 62     |
| 1992  | Jeux panarabes                 | Lattaquié    | 1er      | 4 x 100 m | 39 s 60     |
| 1993  | Championnats du monde en salle | Toronto      | 3e       | 60 m      | 6 s 57      |
| 1993  | Championnats d’Asie            | Manille      | 1er      | 100 m     | 10 s 22     |
| 1994  | Jeux asiatiques                | Hiroshima    | 1er      | 100 m     | 10 s 18     |
| 1994  | Jeux asiatiques                | Hiroshima    | 1er      | 200 m     | 20 s 41     |

### Records
| Épreuve    | Performance | Lieu      | Date            |
| ---------- | ----------- | --------- | --------------- |
| 100 mètres | 10 s 14     | Budapest  | 18 juin 1992    |
| 200 mètres | 20 s 41     | Hiroshima | 15 octobre 1994 |

| Épreuve   | Performance | Lieu      | Date        |
| --------- | ----------- | --------- | ----------- |
| 60 mètres | 6 s 51      | Karlsruhe | 6 mars 1993 |